# پویسکا رژانا
پویسکا رژانا (به صربی: Poljska Ržana) یک منطقهٔ مسکونی در صربستان است که در پیروت واقع شده‌است. پویسکا رژانا ۱٬۳۴۹ نفر جمعیت دارد.